# Distretto di Dawlat Yar
Il distretto di Dawlat Yar è un distretto nella provincia del Ghowr, Afghanistan, creato nel 2005 dalla parte sudorientale del distretto di Chaghcharan. Il centro amministrativo è Delak mentre la città più popolata è Dawlat Yar (situata a 2503 m s.l.m.).
Nel 2012 la popolazione del distretto, prevalentemente di etnia Hazara, venne stimata in 31 800 abitanti.
Il distretto è montuoso con inverni molto rigidi che bloccano le strade per settimane.